# Uwe Timm
Œuvres principales
L'Homme au grand-bi
Compléments
Union socialiste allemande des étudiants, Académie allemande pour la langue et la littérature, Académie des arts de Berlin
Uwe Timm, né le 30 mars 1940 à Hambourg, est un écrivain allemand.

## Biographie
Troisième enfant de Hans et Anna Timm, il a 3 ans quand il est évacué avec sa famille de Cobourg pendant la Seconde Guerre mondiale. Son frère, volontaire dans la Waffen-SS meurt en Ukraine à l'âge de 19 ans à la guerre. À la fin de l'été 1945, la famille rentre à Hambourg et le père, un pelletier, fonde une entreprise de peaux et fourrures. Après ses études, Uwe Timm, qui a terminé son apprentissage en 1958, reprend les affaires de son père, lourdement endetté et qui meurt le 1er septembre 1958. Après avoir redressé l'entreprise, Uwe Timm s'inscrit en 1961 au Braunschweig-Kolleg (de) que fréquente également Benno Ohnesorg, et publie ses premiers poèmes.
Il quitte le collège en mars 1963 et il rencontre Jutta Kosjek qui sera la mère de sa première fille Katharina, née en mai 1964. Il s'installe cette même année à Munich pour étudier la philosophie et la littérature allemande à l'université Louis-et-Maximilien de Munich où il a comme professeurs le philosophe Max Müller (élève de Martin Heidegger), le médiéviste Hugo Kuhn et le germaniste Walter Müller-Seidel.
En 1966, Timm poursuit ses études dans les classes de Raymond Aron et Jean Wahl à l'université de Paris. Il y rencontre, entre autres, le mathématicien Diederich Hinrichsen avec qui il écrit une pièce qui reste inédite. À Paris, Uwe Timm apprend l'assassinat par un policier, le 2 juin 1967, de son ami Benno Ohnesorg.
En septembre 1967, Uwe Timm rentre à Munich. Membre de l'Union socialiste allemande des étudiants de 1967 à 1969, il est alors un militant très actif. Il écrit des paroles de chansons d'agitprop et de pièces de théâtre de rue. Il participe à l'occupation de l'université de Munich. Pendant les manifestations de 1968, il vit à Hambourg pendant quelques mois pour établir un contact avec plusieurs auteurs hambourgeois de la gauche littéraire, notamment Klaus Kuhnke, Peter Schütt et Uwe Wandrey.
En novembre 1969, Uwe Timm épouse la traductrice Dagmar Ploetz, née en Argentine. Le couple aura un fils et deux filles.
En 1971, il écrit sa thèse de doctorat sur le problème de l'absurdité chez Albert Camus.
Après ses études, il devient écrivain à plein temps. Il fonde la revue littéraire Wortgruppe München est co-éditeur de la revue Literarische Hefte. De 1972 à 1981, il travaille pour la maison d'édition Bertelsmann, puis pour l'éditeur Kiepenheuer & Witsch à Cologne.
Il publie en 1974 son premier roman, Heißer Sommer, qui est aujourd'hui l'un des rares témoignages littéraires de la révolte étudiant de 1968. 
Membre du Parti communiste allemand à partir de 1973, il en démissionne avec fracas en 1981 pour dénoncer l'attitude non critique du parti envers la République démocratique allemande. La même année, il s'installe à Rome pour deux ans.
Morenga (1978), un roman historique, accroît sa popularité et sera adapté au cinéma en 1985 le réalisateur Egon Günther. Ses plus gros succès demeurent toutefois son roman humoristique L'Homme au grand-bi (Der Mann auf dem Hochrad, 1984), ses livres pour enfants, dont Rudi la Truffe, cochon de course (Rennschwein Rudi Rüssel, 1989) et ses récits autobiographiques, notamment À l’exemple de mon frère (Am Beispiel meines Bruders, 2003), et Der Freund und der Fremde (2005), où il évoque son ami Benno Ohnesorg.
Il a également signé des scénarios pour le cinéma et la télévision.
Uwe Timm vit actuellement avec sa famille à Munich et à Berlin. Il pratique la voile, le tennis et l'escrime.
Il reçoit le Deutscher Jugendliteraturpreis 1990, dans la catégorie du Livre pour enfants, pour Rudi la Truffe, cochon de course et se voit décerner le prix Heinrich-Böll 2009 pour l'ensemble de son œuvre.

## Œuvre

### Romans
- 1974 : Heißer Sommer
- 1978 : Morenga
- 1980 : Kerbels Flucht
- 1984 : Der Mann auf dem Hochrad Publié en français sous le titre L'Homme au vélocipède, traduit par Bernard Kreiss, Paris, Balland, 1986, 262 p.  (ISBN 2-7158-0571-3) ; réédition sous le titre L'Homme au grand-bi, illustrations de Sophia Martineck, Paris, éditions le Nouvel Attila, 2016 (ISBN 978-2-37100-028-5) ; réédition, Paris, 10/18 coll. « Littérature étrangère » no 5329, 2018, 240 p.  (ISBN 978-2-264-07107-1)
- 1986 : Der Schlangenbaum
- 1991 : Kopfjäger. Bericht aus dem Innern des Landes
- 1996 : Johannisnacht
- 2001 : Rot[6]
- 2008 : Halbschatten, roman sur Marga von Etzdorf
- 2013 : Vogelweide Publié en français sous le titre Le Refuge aux oiseaux traduit par Frédéric Joly, Paris, Piranha, 2017, 336 p.  (ISBN 978-2-37119-008-5)
- 2017 : Ikarien

### Récits autobiographiques
- 1999 : Nicht morgen, nicht gestern
- 2003 : Am Beispiel meines Bruders Publié en français sous le titre À l’exemple de mon frère[7], traduit par de Bernard Kreiss, Paris, Albin Michel, 2005, 189 p.  (ISBN 2-226-15863-4)
- 2005 : Der Freund und der Fremde

### Ouvrages de littérature d'enfance et de jeunesse
- 1981 : Die Zugmaus, illustrations de Tatjana Hauptmann
- 1983 : Die Piratenamsel, illustrations de Gunnar Matysiak
- 1989 : Rennschwein Rudi Rüssel, illustrations de Gunnar Matysiak Publié en français sous le titre Rudi la Truffe, cochon de course, illustrations de Catherine Louis, traduit par Bernard Friot, Toulouse, éditions Milan, coll. « Zanzibar », 1993, 213 p.  (ISBN 2-86726-860-5)
- 1989 : Vogel, friss die Feige nicht
- 1993 : Die Entdeckung der Currywurst Publié en français sous le titre La Découverte de la saucisse au curry, traduit par Bernard Kreiss, Paris, éditions du Seuil, 1996, 186 p.  (ISBN 2-02-022105-5)
- 1995 : Der Schatz auf Pagensand
- 2011 : Freitisch

### Essais
- 1971 : Das Problem der Absurdität bei Albert Camus
- 1971 : Widersprüche
- 1977 : Wolfenbütteler Straße 53
- 1993 : Erzählen und kein Ende. Versuche zu einer Ästhetik des Alltags
- 2009 : Von Anfang und Ende. Über die Lesbarkeit der Welt
- 2015 : Montaignes Turm

### Pièces radiophoniques
- 1972 : Herbert oder die Vorbereitung auf die Olympiade
- 1972 : Die Steppensau
- 1984 : Lauschangriff
- 1994 : Die Piratenamsel
- 2004 : Die Zugmaus
- 2009 : Rot

## Filmographie

### Scénarios
- 1984 : Kerbels Flucht, téléfilm allemand réalisé par Erwin Keusch, scénario de Uwe Timm d'après son roman éponyme
- 1987 : Der Flieger, film allemand réalisé par Erwin Keusch sur un scénario original de Uwe Timm
- 1995 : Rennschwein Rudi Rüssel, film allemand réalisé par Peter Timm, scénario de Uwe Timm d'après son roman éponyme
- 1997 : Die Bubi Scholz Story, téléfilm allemand réalisé par Roland Suso Richter, scénario original de Uwe Timm
- 2000 : Eine Handvoll Gras, film allemand réalisé par Roland Suso Richter, scénario original de Uwe Timm
- 2007 : Rennschwein Rudi Rüssel 2 - Rudi rennt wieder!, film allemand réalisé par Peter Timm, scénario de Uwe Timm d'après son roman éponyme

### Adaptations par des tiers
- 1985 : Morenga, film allemand écrit et réalisé par Egon Günther, d'après le roman éponyme de Uwe Timm
- 2003 : Der Herr der Wüste, téléfilm allemand réalisé par Vivian Naefe, d'après un roman de Uwe Timm
- 2007 : Rennschwein Rudi Rüssel, série télévisée allemande d'après le roman de Uwe Timm
- 2008 : Die Entdeckung der Currywurst, film allemand réalisé par Ulla Wagner, scénario de la réalisatrice d'après le roman éponyme de Uwe Timm, avec Barbara Sukowa
- 2011 : Hotel Lux, film allemand réalisé par Leander Haußmann, scénario de la réalisatrice d'après des suggestions de Uwe Timm et Volker Einrauch